# Menir de São Paio de Antas
O Menir de São Paio de Antas, também referido como Menir de Pedra a Pé, localiza-se na freguesia de Antas, município de Esposende, distrito de Braga, em Portugal.
Encontra-se classificado como Imóvel de Interesse Público desde 1992.

## História
Constitui um monumento megalítico do tipo menir, implantado no monte sobranceiro à Igreja Paroquial de São Paio de Antas, e para o qual se sugere uma datação em torno de 3000 a.C. a 2000 a.C..
Além deste, no concelho existem ainda outros dois menires, nas freguesias de São Bartolomeu do Mar e de Forjães.

## Características
Em granito apresenta uma configuração fálica e uma ligeira inclinação para sul. Possui as dimensões de 1,65 metros de altura.